# Долинин, Дмитрий Алексеевич
Дми́трий Алексе́евич Доли́нин (род. 30 сентября 1938, Ленинград) — советский и российский кинооператор, режиссёр, сценарист, фотограф, педагог. Заслуженный деятель искусств РСФСР (1991). Член Российской академии кинематографических искусств «Ника» и Национальной Академии кинематографических искусств и наук России «Золотой орёл».

## Биография
Родился в семье экономгеографа Алексея Аркадьевича Искоз-Долинина (1915—1980) и Лидии Моисеевны Гуревич (1909—2002). Брат литературоведа Александра Долинина, внук литературоведа А. С. Искоз-Долинина. Племянник филологов Анны Долининой, Натальи Долининой и Константина Долинина. Окончил кинооператорский факультет ВГИКа в 1961 году (мастерскую А. В. Гальперина) и был распределён на киностудию «Ленфильм». В качестве второго оператора работал на фильмах «Полосатый рейс» (1961), «Мальчик с коньками» (1962).
Как оператор-постановщик участвовал в создании около тридцати художественных фильмов, работал с крупнейшими отечественными режиссёрами, представителями камерного, авторского кинематографа — Глебом Панфиловым, Динарой Асановой, Виталием Мельниковым, Иосифом Хейфицем, Ильёй Авербахом. С Игорем Масленниковым снял два телефильма из цикла о Шерлоке Холмсе.
В 1974 году первым из советских операторов использовал технологию дополнительной дозированной засветки в картине «Не болит голова у дятла». Впоследствии этот процесс, позволяющий тонко регулировать цветопередачу и фотографическую широту киноплёнки, стал в советском кинематографе общепринятым.
В 1980 году Долинин дебютировал в качестве режиссёра-постановщика картиной «Три года» по произведениям Чехова (совместно со Станиславом Любшиным). Среди его режиссёрских работ восемь игровых и один документальный фильм.
С 1970-х годов — участник нескольких выставок художественной фотографии.
Член Союза кинематографистов СССР (Ленинградское отделение), Союза кинематографистов России. Член Гильдии кинооператоров союза кинематографистов России (RGC).
Профессор кафедры операторского искусства Санкт-Петербургского института кино и телевидения.

### Семья
Жена Ниёле Винцовна Адоменайте (1958—2009), режиссёр, киносценарист.

## Общественная позиция
В марте 2014 года подписал письмо «Мы с Вами!» КиноСоюза в поддержку Украины.

## Фильмография
Оператор
- 1963 — Собирающий облака (короткометражный)
- 1965 — Первая Бастилия (совместно с А. Чечулиным)
- 1966 — Республика ШКИД (совместно с А. Чечулиным)
- 1967 — В огне брода нет
- 1969 — Мама вышла замуж
- 1970 — Начало
- 1970 — Семь невест ефрейтора Збруева (совместно с Ю. Векслером)
- 1972 — Моя жизнь
- 1973 — Сломанная подкова (совместно с Е. Шапиро)
- 1975 — Не болит голова у дятла
- 1975 — Чужие письма
- 1976 — Ключ без права передачи (совместно с Ю. Векслером)
- 1977 — Объяснение в любви
- 1978 — Ханума
- 1979 — Фантазии Фарятьева
- 1981 — Приключения Шерлока Холмса и доктора Ватсона: Собака Баскервилей (совместно с В. Ильиным)
- 1982 — Шурочка
- 1982 — Голос
- 1984 — Огни
- 1999 — Охота на Золушку (сериал)
- 2000 — Собственная тень
- 2000 — Воспоминания о Шерлоке Холмсе
- 2005 — Эшелон (сериал)
- 2005 — Красное небо. Чёрный снег, номинация на премию «Ника» за лучшую операторскую работу

Режиссёр
- 1980 — Три года (совместно с С. Любшиным)
- 1986 — Сентиментальное путешествие на картошку
- 1987 — Виктория
- 1989 — Убегающий август
- 1990 — Мы странно встретились
- 1991 — Миф о Леониде
- 1994 — Колечко золотое, букет из алых роз
- 2003 — Монологи об Илье Авербахе (документальный)[8]
- 2005 — Эшелон (совместно с Н. Адоменайте; сериал)
- 2009 — Никто не придёт назад (новелла фильма «Время нашего двора»)

Сценарист
- 1994 — Колечко золотое, букет из алых роз
- 2003 — Монологи об Илье Авербахе (при участии Н. Адоменайте; документальный)
- 2005 — Эшелон (совместно с Н. Адоменайте; сериал)
- 2009 — Никто не придёт назад (при участии Н. Адоменайте; короткометражный)

Актёр
- 1970 — Начало — оператор фильма о Жанне д'Арк
- 1987 — Асса — император Павел I

## Награды и признания
- 1991 — Заслуженный деятель искусств РСФСР — за заслуги в области советского киноискусства[9];
- 2009 — премия «Белый квадрат» Гильдии кинооператоров России — «За вклад в операторское искусство» имени Сергея Урусевского[10].